# Ікоана (Олт)
Ікоана (рум. Icoana) — село у повіті Олт в Румунії. Входить до складу комуни Ікоана.
Село розташоване на відстані 109 км на захід від Бухареста, 27 км на схід від Слатіни, 72 км на схід від Крайови.

## Населення
За даними перепису населення 2002 року у селі проживали 814 осіб, усі — румуни. Усі жителі села рідною мовою назвали румунську.